# Dinastía Paramara
La dinastía Paramara o dinastía de los paramaras (IAST: Paramāra) fue una dinastía india que gobernó la región de Malwa y las áreas circundantes en el centro-oeste de la India entre los siglos IX y XIV. La literatura bárdica medieval los clasifica entre las dinastías Agnivanshi Rajput.
La dinastía se estableció en el siglo IX o X. Las primeras inscripciones existentes de los paramaras, emitidas por el gobernante del siglo X, Siyaka, se han encontrado en Gujarat y sugieren que fue vasallo de los rashtrakutas de Manyakheta. Alrededor del año 972, Siyaka saqueó la capital de los rashtrakuta, Manyakheta, y estableció a los paramaras como un potencia soberana. En la época de su sucesor Munja, la región de Malwa, en el actual estado de Madhya Pradesh, se había convertido en corazón del territorio de los paramara, siendo Dhar (ahora Dhar) su capital. La dinastía alcanzó su cenit bajo el sobrino de Munja, Bhoja, cuyo reino se extendía desde Chittor, en el norte, hasta la coosta de Konkan, en el sur, y desde el río Sabarmati, en el oeste, hasta Vidisha en el este.
El poder de los paramaras aumentó y disminuyó varias veces como resultado de sus luchas con los chaulukyas de Gujarat, los chalukyas de Kalyani, los kalachuris de Tripuri y otros reinos vecinos. Los últimos gobernantes Paramara trasladaron su capital a Mandapa-Durga (ahora Mandu) después de que Dhara fuera saqueada varias veces por sus enemigos. Mahalakadeva, el último rey conocido de los paramaras, fue derrotado y asesinado por las fuerzas de Alauddin Khalji de Delhi en 1305, aunque la evidencia epigráfica sugiere que el gobierno de los paramaras continuó durante algunos años más después de su muerte.
La región de Malwa disfrutó de un gran nivel de prestigio político y cultural bajo los paramaras. Los paramaras fueron bien conocidas por su patrocinio a los poetas y eruditos sánscritos, y el mismo rey Bhoja fue un erudito de renombre. La mayoría de los reyes Paramara fueron shivaítas y encargaron varios templos de Shiva, aunque también fueron padrinos de los eruditos jainistas.

## Origen

### Ancestros
Las placas de cobre de Harsola (año 949) emitidas por el rey de Paramara, Siyaka II, establecen que los primeros gobernantes Paramara fueron los feudatarios de los rashtrakutas de Manyakheta. Esta inscripción menciona a un rey llamado Akalavarsha (identificado con el gobernante rashtrakuta Krishna III), seguido de la expresión tasmin kule ('en esa familia'), y luego seguido del nombre "Vappairaja" (identificado con el rey Paramara Vakpati I). Basándose en la inscripción de Harsola, algunos historiadores como D. C. Ganguly teorizaron que los paramaras descendían de los rashtrakutas. Ganguly también trató de encontrar apoyo para su teoría en Ain-i-Akbari, cuya variación del mito de Agnikula (ver más abajo) afirma que el fundador del reino Paramara llegó a Malwa desde la meseta del Decán, y que "Aditya Ponwar" fue el primer gobernante soberano de la dinastía. Además, el sucesor de Siyaka, Munja (Vakpati II) asumió títulos como Amoghavarsha, Sri-vallabha y Prithvi-vallabha, títulos distintivamente de los rashtrakutas.
Varios historiadores han criticado esta teoría. Dasharatha Sharma señala que el mito de Agnikula sobre el origen Paramara se habría originado en la época de Sindhuraja, el hijo de Siyaka. Sharma argumenta que el origen real rashtrakuta de los paramaras no pudo haber sido olvidado solamente en una generación. A su vez K. C. Jain argumenta que la madre de Vappairaja estaría relacionada con la familia rashtrakuta, porque los otros registros de los paramaras no se jactan de ancestros reales rashtrakuta. Siyaka y otros reyes Paramara anteriores a Munja no adoptaron ningún título rashtrakuta: Munja pudo haber adoptado esos títulos para conmemorar la victoria de su antecesor sobre los rashtrakutas, y/o para fortalecer su reclamación sobre los antiguos territorios de los rashtrakuta.
Los últimos reyes Paramara afirmaron ser miembros de la Agnikula o Agnivansha ('clan de fuego'). El mito de un origen Agnikula, que aparece en varias de sus inscripciones y en obras literarias, dice así: el sabio Vishvamitra tomó a la fuerza a una vaca que concede deseos de otro sabio Vashistha en la montaña Arbuda (monte Abu). Vashistha conjuró entonces a un héroe de un pozo de fuego de sacrificio (agni-kunda), quien derrotó a los enemigos de Vashistha y llevó de vuelta a la vaca. Vashistha le dio al héroe el título «paramara» ('asesino del enemigo'). La primera fuente conocida que menciona esta historia es la Nava-sahasanka-charita de Padmagupta Parimala, que fue un poeta de la corte del rey Paramara Sindhuraja (ca. 997-1010). La leyenda no se menciona en las inscripciones paramaras tempranas u en obras literarias. En ese momento, todas las dinastías vecinas reclamaban un origen divino o heroico, lo que podría haber motivado a los paramaras a inventar una leyenda propia.
En el período posterior, los paramaras se categorizaron como uno de los clanes rajput, aunque la identidad rajput no existía durante su época. Una leyenda mencionada en una recensión de Prithviraj Raso extendió su leyenda de Agnikula para describir otras dinastías como nacidas del fuego Rajputs. Las primeras copias existentes de Prithviraj Raso no contienen esta leyenda; esta versión podría haber sido inventada por los poetas del siglo XVI que querían fomentar la unidad rajput contra el emperador mogol Akbar. Algunos historiadores de la época colonial interpretaron ese relato mítico para sugerir un origen extranjero de los paramaras. Según esas teorías, los antepasados de los paramaras y otros rajput Agnivanshi llegaron a la India después de la caída del Imperio Gupta, alrededor del siglo V. Fueron admitidos en el sistema de castas hindúes después de realizar un ritual de fuego. Sin embargo, esta teoría se ve debilitada por el hecho de que la leyenda no se menciona en los primeros registros de los paramaras, y ni siquiera el relato más antiguo de la era Paramara menciona las otras dinastías como Agnivanshi.
Algunos historiadores, como Dasharatha Sharma y Pratipal Bhatia, han argumentado que los paramaras fueron originalmente brāhmanas del gotra (clan) Vashistha. Esta teoría se basa en el hecho de que Halayudha, que fue patrocinada por Munja, describe al rey como Brahma-Kshtra en Pingala-Sutra-Vritti. Según Bhatia, esta expresión significaría que Munja provendría de una familia de brahmanes que se convirtieron en Kshatriyas. Además, la inscripción en el templo de Patanarayana dice que los paramaras eran del gotra Vashistha, que es un gotra entre los brāhmanas que dicen ser descendientes del sabio Vashistha. En
D. C. Sircar teorizó que la dinastía descendía de los malavas. Sin embargo, no hay evidencia de que los primeros gobernantes paramaras se llamaran malavas; los paramaras comenzaron a llamarse malavas solo después de que comenzaran a gobernar la región de Malwa.

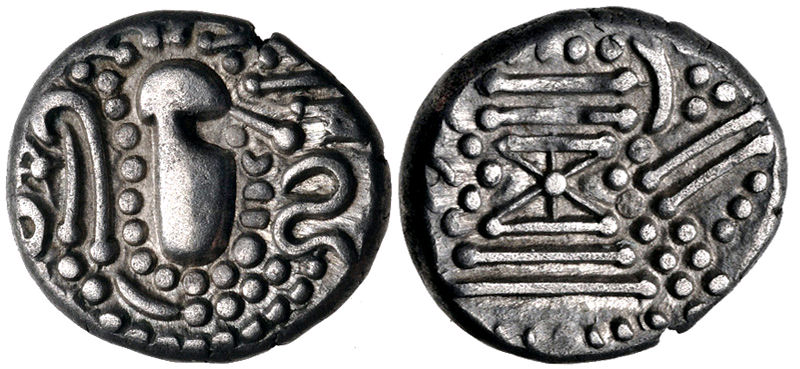
Una moneda chaulukya-paramara, ca. 950-1050. Versión estilizada de las monedas de la dinastía Chavda: busto de estilo Indo-sasánida; pellets y adornos alrededor / Altar de fuego estilizado; pellets alrededor .
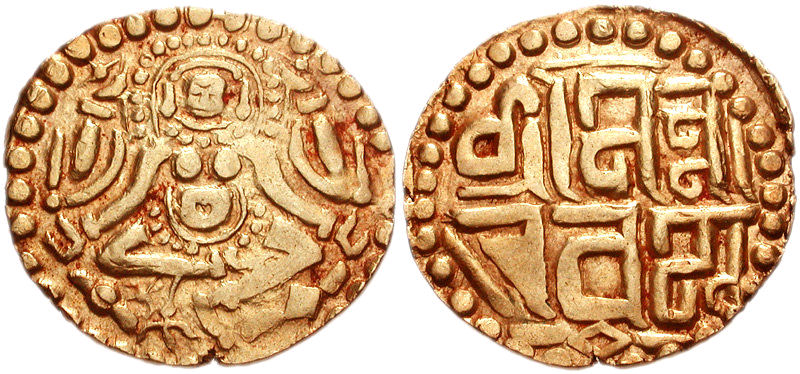
Moneda del rey paramara Naravarman, ca. 1094-1133. La diosa Lakshmi está sentada frente/ leyenda de Devanaga.
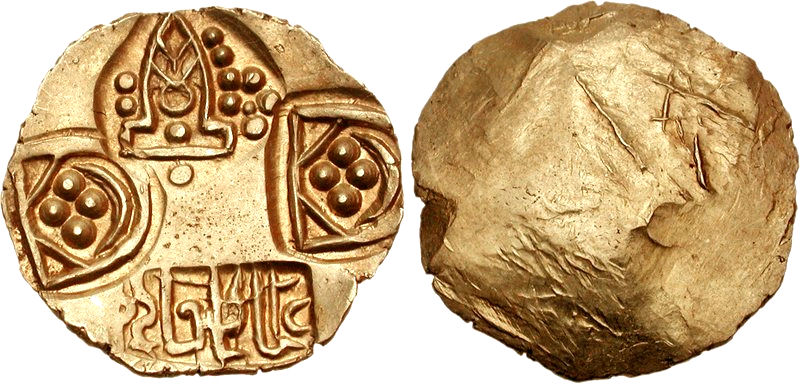
Moneda del príncipe paramara Jagadeva , siglos XII-XIII

### Hogar original
Basándose en la leyenda de Agnikula, algunos eruditos como C. V. Vaidya y V. A. Smith especularon que el monte Abu sería el hogar original de los paramaras. Sobre la base de las placas de cobre de Harsola y Ain-i-Akbari, D. C. Ganguly creía que provendrían de la región del Decán.
La primera de las inscripciones de los paramaras (la de Siyaka II) se descubrió en Gujarat y se refiere a las concesiones de tierras en esa región. Sobre esta base, D. B. Diskalkar y H. V. Trivedi hipotetizaron que los paramaras estarían asociados con Gujarat durante sus primeros días.

## Primeros gobernantes
La evidencia histórica sugiere que entre 808 y 812, los rashtrakutas de Manyakheta expulsaron a los Gurjara-Pratiharas de la región de Malwa. El rey rashtrakuta Govinda III colocó la región de Malwa bajo la protección de Karka-raja, el jefe rashtrakuta de Lata (una región que limita con Malwa, en el actual estado de Gujarat). Malwa fue posteriormente gobernada por un vasallo de los rashtrakutas. Ese vasallo podría haber sido miembro de la dinastía Paramara, pero no hay ninguna prueba definitiva de ello. El inicio del gobierno Paramara en Malwa no puede ser fechado con certeza, pero es indiscutible que no gobernaron a la Malwa antes del siglo IX.
Siyaka fue el primer rey Paramara conocido atestiguado por sus propias inscripciones. Su inscripción en placa de cobre Harsola (949) es la inscripción paramara más antigua disponible: sugiere que fue vasallo de los rashtrakutas. La lista de sus predecesores varía entre los distintos relatos.
| Placas de cobre de Harsola (949 CE) | Nava-Sahasanka-Charita (principios del siglo XI) | Inscripción Udaipur Prashasti (siglo XI) | Inscripción Nagpur Prashasti (1104) | Otras concesiones de tierras |
| ----------------------------------- | ------------------------------------------------ | ---------------------------------------- | ----------------------------------- | ---------------------------- |
|                                     | Paramara                                         | Paramara                                 | Paramara                            | Paramara                     |
|                                     | Upendra                                          | Upendra                                  |                                     | Krishna                      |
|                                     | "Otros reyes"                                    | Vairisimha (I)                           |                                     | Krishna                      |
|                                     | "Otros reyes"                                    | Siyaka (I)                               |                                     | Krishna                      |
| Vappairaja                          | Vakpati (I)                                      | Vakpati (I)                              |                                     | Krishna                      |
| Vairisimha                          | Vairisimha                                       | Vairisimha (II)                          | Vairisimha                          | Vairisimha                   |
| Siyaka                              | Siyaka alias Harsha                              | Harsha                                   | Siyaka                              | Siyaka                       |

Paramara sería el progenitor mítico de la dinastía, según la leyenda de Agnikula. Si los otros reyes tempranos mencionados en el Udaipur Prashasti son históricos o ficticios es un tema de debate entre los historiadores.
Según C. V. Vaidya y K. A. Nilakantha Sastri, la dinastía Paramara se fundó solo en el siglo X. Vaidya cree que reyes como Vairisimha I y Siyaka I son imaginarios, duplicados de los nombres de los reyes históricos posteriores para conseguir que la dinastía sea más antigua. La inscripción de 1274 de la placa de cobre Mandhata de Jayavarman II nombra igualmente a ocho sucesores de Paramara como Kamandaludhara, Dhumraja, Devasimhapala, Kanakasimha, Shriharsha, Jagaddeva, Sthirakaya y Voshari: estos no parecen ser figuras históricas. H.V. Trivedi afirma que existe la posibilidad de que Vairisimha I y Siyaka I del Udaipur Prashasti sean los mismos Vairisimha II y Siyaka II; los nombres podrían haber sido repetidos por error. Alternativamente, argumenta que esos nombres habrían sido omitidos en otras inscripciones porque esos gobernantes no serían soberanos independientes.
Otros historiadores creen que los primeros gobernantes Paramara mencionados en el Udaipur Prashasti no serían ficticios, y que los paramaras comenzaron a gobernar Malwa en el siglo IX (como vasallos de los rashtrakuta). K. N. Seth argumenta que incluso algunas de las inscripciones paramaras posteriores mencionan solo 3-4 predecesores del rey que emitía la inscripción. Por lo tanto, la ausencia de ciertos nombres en la genealogía provista en las primeras inscripciones no significaría que esos ausentes fueran gobernantes imaginarios. Según él, la mención de Upendra en Nava-Sahasanka-Charitra (compuesta por el poeta de la corte del último rey Sindhuraja) demostraría que Upendra no era un rey ficticio. Otros historiadores como Georg Bühler y James Burgess identifican a Upendra y Krishnaraja como una misma persona, porque son sinónimos (Upendra es otro nombre de Krishna). Sin embargo, una inscripción del sucesor de Siyaka, Munja, nombra a los reyes precedentes como Krishnaraja, Vairisimha y Siyaka. Basándose en ello, Seth, sin embargo, identifica a Krishnaraja con Vappairaja o con el Vakpati I mencionado en las placas de Harsola (Vappairaja parece ser la forma prákrita de Vakpati-raja). En su apoyo, Seth señala que Vairisimha ha sido llamado Krishna-padanudhyata en la inscripción de Munja, es decir, Vakpati II. Hipotetiza que Vakpati II usaría el nombre "Krishnaraja" en lugar de Vakpati I para identificar a su antepasado, a fin de evitar la confusión con su propio nombre.

## Los paramaras imperiales

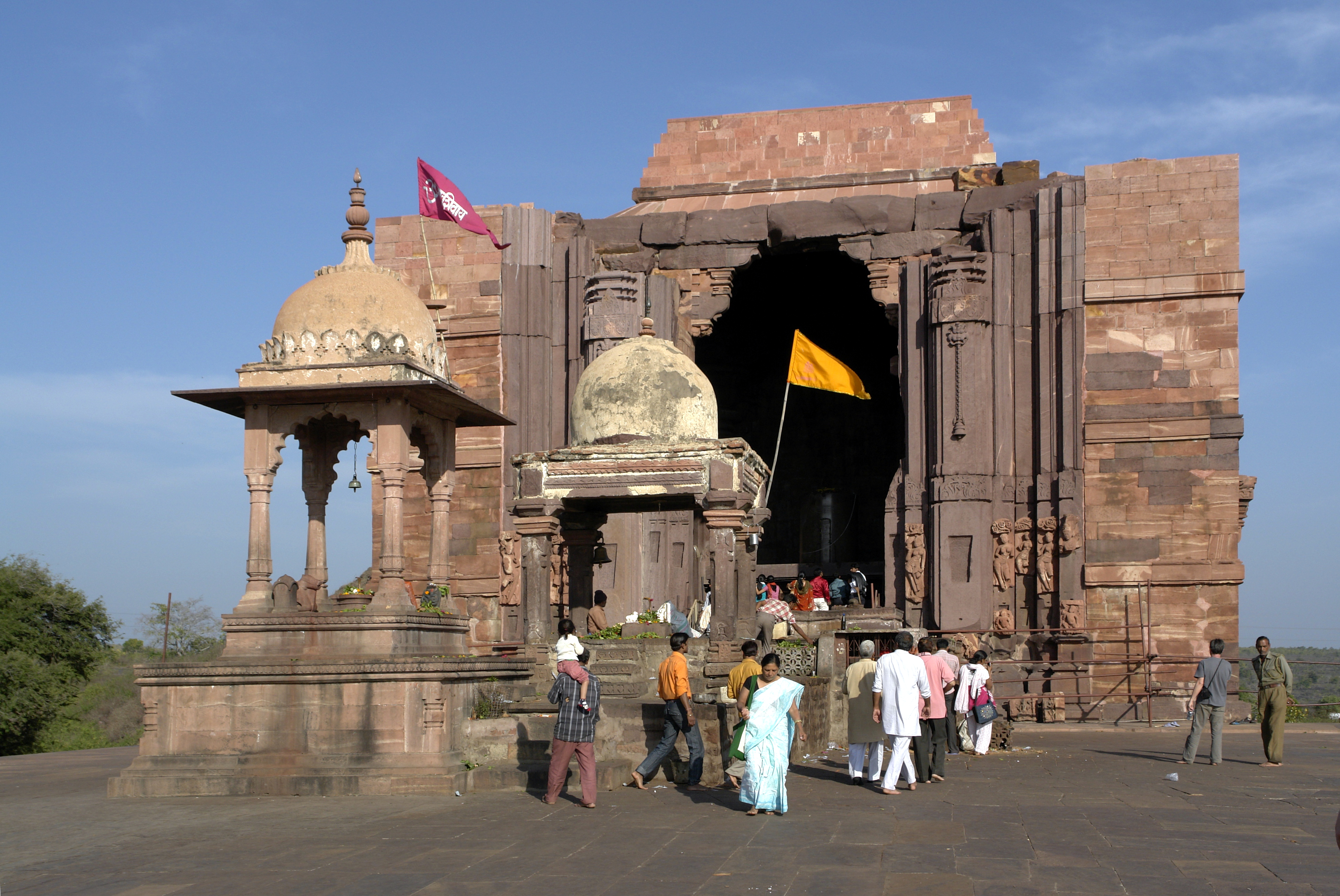
El templo de Bhojeshwar, Bhojpur

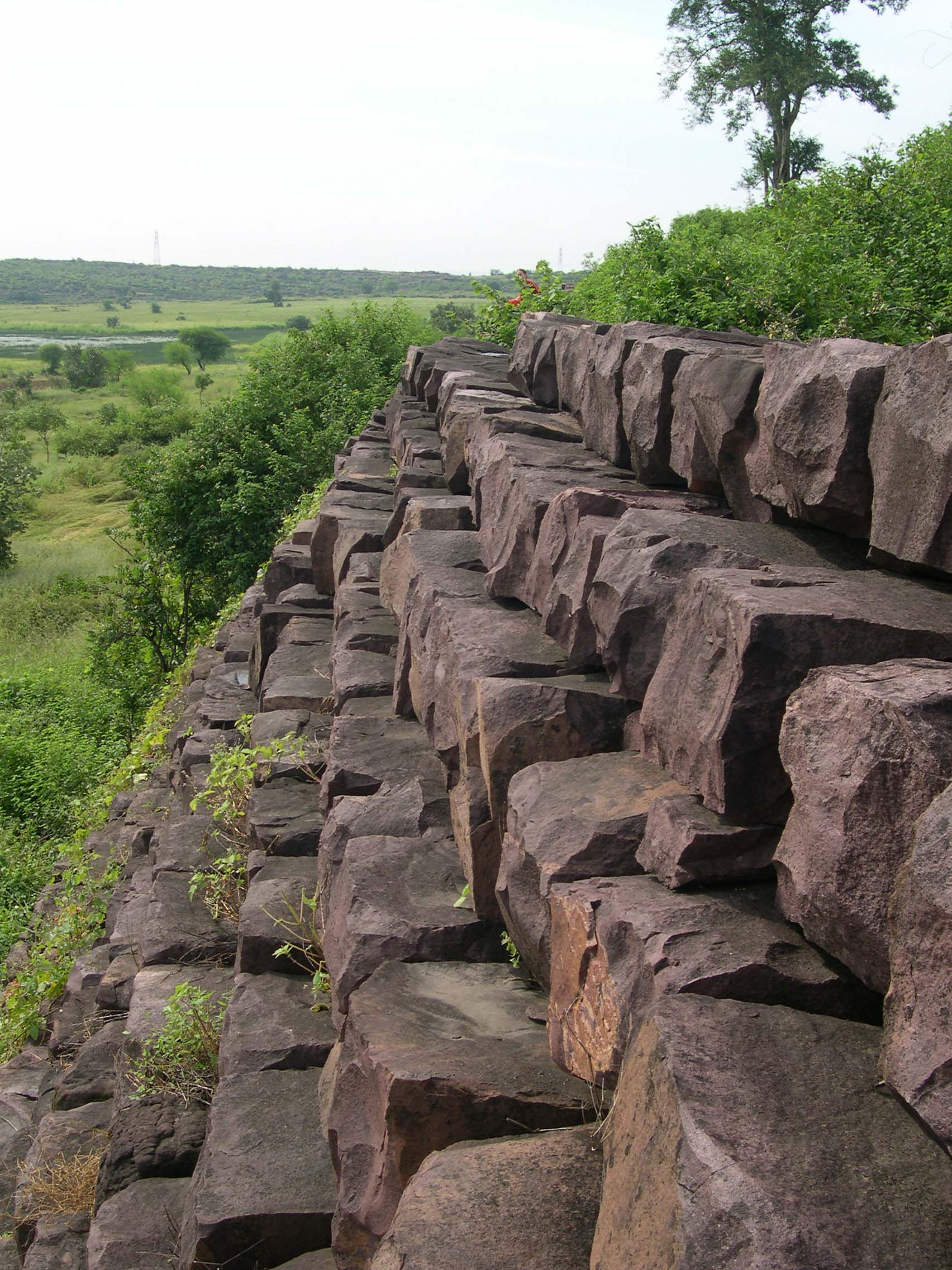
Detalle de la mampostería de la presa norte en Bhojpur

El primer soberano independiente de la dinastía Paramara fue Siyaka (a veces llamado Siyaka II para distinguirlo del anterior Siyaka mencionado en el Udaipur Prashasti). Las placas de cobre de Harsola (949) sugieren que Siyaka fue un feudatario del gobernante rashtrakuta Krishna III en sus primeros días. Sin embargo, la misma inscripción también menciona Maharajadhirajapati como uno de los títulos de Siyaka. Sobre esta base, K. N. Seth cree que la aceptación por Siyaka del señorío rashtrakuta sería nominal.
Como feudatorio de los rashtrakuta, Siyaka participó en sus campañas contra los pratiharas. También derrotó a algunos jefes de los hunas que gobernaron el norte de Malwa. Podría haber sufrido reveses contra el rey chandela Yashovarman. Después de la muerte de Krishna III, Siyaka derrotó a su sucesor Khottiga en una batalla en las orillas del río Narmada. Luego persiguió al ejército de Jottiga en retirada hacia la capital rashtrakuta, Manyakheta, y saqueó esa ciudad en el año 972. Su victoria finalmente condujo a la decadencia de los rashtrakutas, y al establecimiento de los paramaras como una potencia soberana independiente en Malwa.
El sucesor de Siyaka, Munja, logró varios éxitos militares contra los chahamanas de Shakambari, los chahamanas de Naddula, los guhilas de Mewar, los hunas, los kalachuris de Tripuri y el gobernante de la región de Gurjara (posiblemente un gobernante de chaulukya de Gujarat o Pratihara). También logró algunos éxitos iniciales contra el rey de los chalukyas occidentales, Tailapa II, pero finalmente fue derrotado y asesinado por Tailapa en algún momento entre 994 y 998.
Como resultado de esta derrota, los paramaras perdieron sus territorios del sur (posiblemente los que se encuentran más allá del río Narmada) ante los chalukyas. Munja fue considerado un patrocinador de eruditos, y su gobierno atrajo a académicos de diferentes partes de la India hacia Malwa. También fue un poeta, aunque solamente unas pocas estrofas compuestas por él sobreviven.
El hermano de Munja, Sindhuraja (que gobernó en la década de 990), derrotó al rey chalukya Satyashraya  y recuperó los territorios perdidos por Tailapa II.. También logró éxitos militares contra un jefe huna, Somavanshi del sur de Kosala, los shilaharas de Konkana, y el gobernante de Lata (sur de Gujarat). Su poeta de la corte, Padmagupta, escribió su biografía Nava-Sahasanka-Charita, que lo acredita con otras victorias, aunque parecen ser exageraciones poéticas.
El hijo de Sindhuraja, Bhoja, fue el gobernante más célebre de la dinastía Paramara. Hizo varios intentos para expandir el reino Paramara con desigual resultado: alrededor de 1018, derrotó a los chalukyas de Lata en el actual Gujarat; entre 1018 y 1020, ganó el control del norte de la costa de Konkan, cuyos gobernantes shilaharas probablemente sirvieron como sus feudatorios durante un breve período. Bhoja también formó una alianza contra el rey de Kalyani Chalukya, Jayasimha II, con Rajendra Chola y Gangeya-deva Kalachuri. El alcance del éxito de Bhoja en esa campaña no es seguro, ya que tanto los panegíricos de los chalukyas como los de los paramaras recogen que obtuvieron la victoria. Durante los últimos años del reinado de Bhoja, en algún momento después de 1042, el hijo de Jayasimha y sucesor Someshvara I invadió Malwa y saqueó su capital Dhara. Bhoja restableció su control sobre Malwa poco después de la partida del ejército chalukya, pero la derrota hizo retroceder el límite sur de su reino desde el río Godavari hasta el Narmada.
El intento de Bhoja de expandir su reino hacia el este fue frustrado por el rey chandela Vidyadhara. Sin embargo, Bhoja pudo ampliar su influencia entre los feudatorios chandelas, los Kachchhapaghatas de Dubkund. Bhoja también lanzó una campaña contra los kachchhapaghatas de Gwalior, posiblemente con el objetivo final de capturar la ciudad de Kannauj, pero sus ataques fueron rechazados por su gobernante Kirtiraja. Bhoja también derrotó a los chahamanas de Shakambhari, matando a su gobernante Viryarama. Sin embargo, los chahamanas de Naddula lo obligaron a retirarse. Según los historiadores musulmanes medievales, después de saquear Somnath, Mahmud de Ghazni cambió su ruta para evitar el enfrentamiento con un rey hindú llamado Param Dev. Los historiadores modernos identifican a Param Dev con Bhoja: el nombre podría ser una corrupción de Paramara-Deva o del título de Bhoja Parameshvara-Paramabhattaraka. Bhoja también puede haber contribuido con tropas para apoyar la lucha del gobernante de Kabul Shahi Anandapala contra los gaznavidas. También puede haber formado parte de la alianza hindú que expulsó a los gobernadores de Mahmud de Hansi, Thanesar y otras áreas alrededor de 1043. Durante el último año del reinado de Bhoja, o poco después de su muerte, el rey chaulukya Bhima I y el rey kalachuri, Karna, atacaron su reino. Según el autor del siglo XIV, Merutunga, Bhoja murió de una enfermedad al mismo tiempo que el ejército aliado atacaba su reino.
En su cenit, el reino de Bhoja se extendía desde Chittor, en el norte, hasta el la parte alta de la costa de Konkan,en el sur, y desde el río Sabarmati, en el oeste, hasta Vidisha, en el este. Fue reconocido como un líder militar capaz, pero sus conquistas territoriales fueron de corta vida. Su principal reclamo para la fama fue su reputación de rey-erudito, que patrocinaba las artes, la literatura y las ciencias. Destacados poetas y escritores de su época buscaron su patrocinio. El propio Bhoja era un polímata, cuyos escritos cubren una amplia variedad de temas, como gramática, poesía, arquitectura, yoga y química. Bhoja estableció el Bhoj Shala, que era un centro para estudios sánscritos y un templo de Sarasvati en el actual Dhar. Se dice que fundó la ciudad de Bhojpur, una creencia respaldada por varias evidencias históricas. Además del templo Bhojeshwar de Bhojpur, se le atribuye la construcción de tres represas ahora desmontadas en esa área. Debido a su patrocinio de esas figuras literarias, varias leyendas escritas después de su muerte lo presentaron como un justo erudito-rey. En términos del número de leyendas que protagoniza, Bhoja es comparable al legendario Vikramaditya.

## Declive

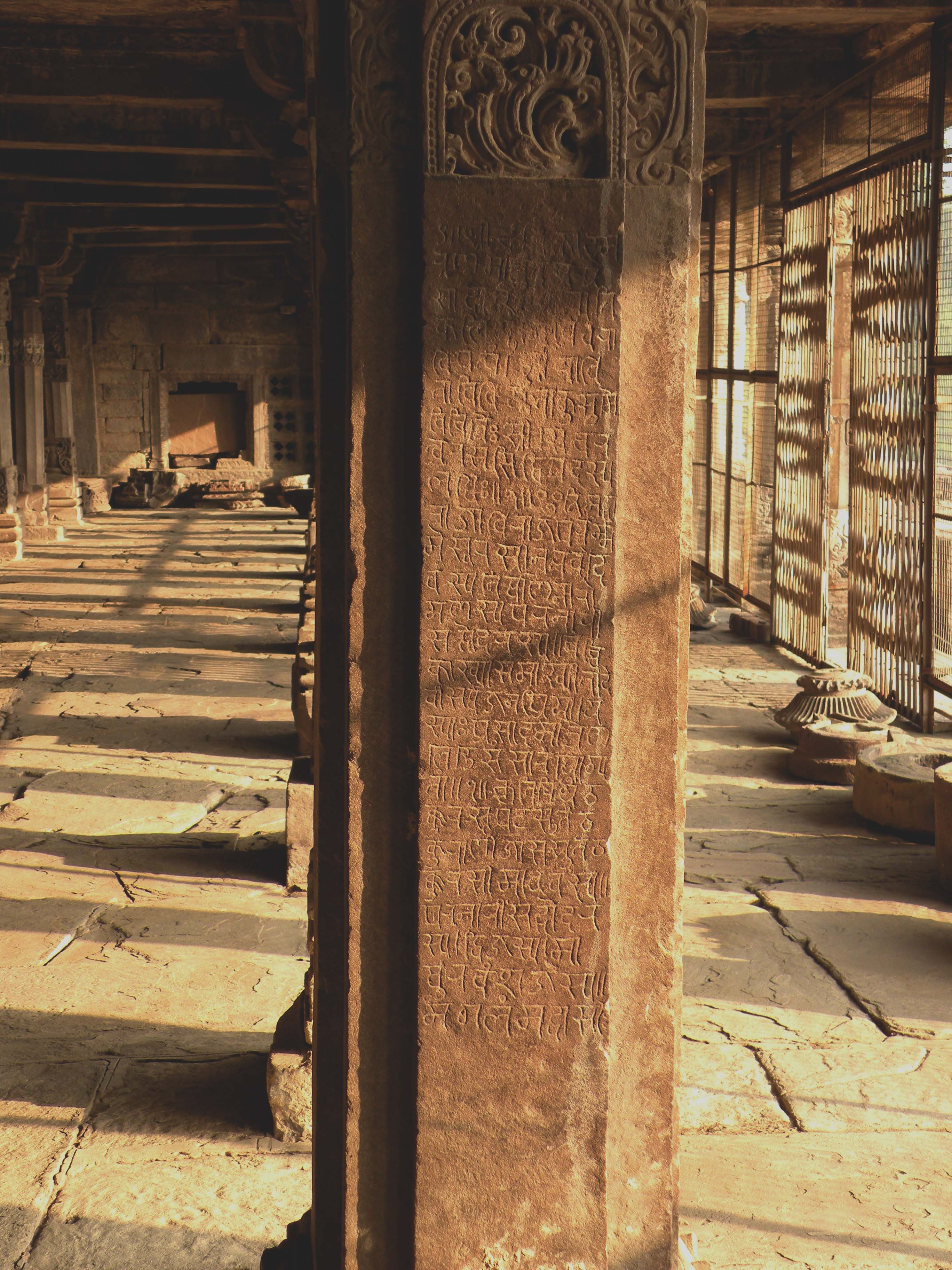
Pilar en el Bijamaṇḍal, Vidisha con una inscripción de Naravarman

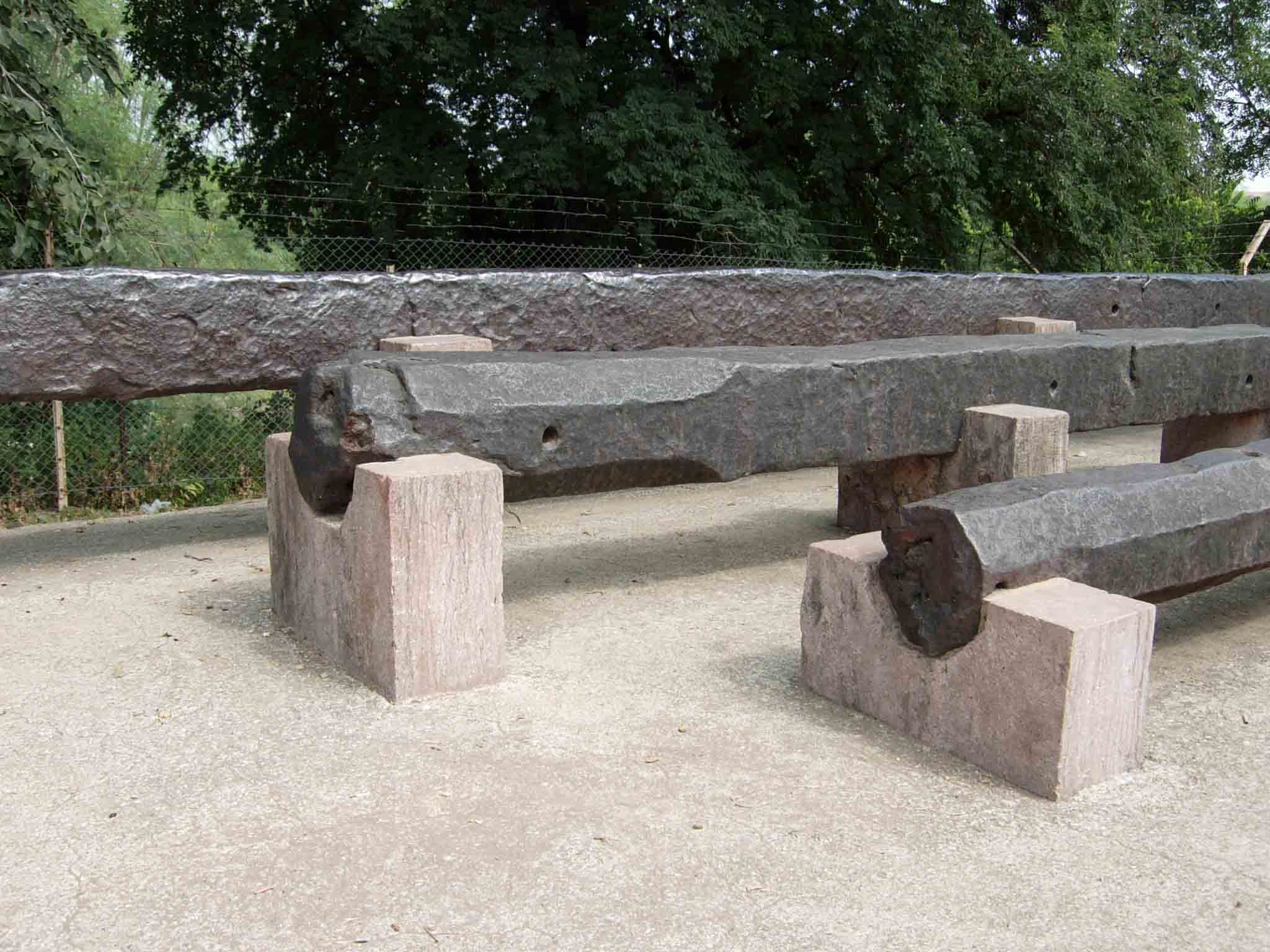
con una inscripción del Pilar de hierro Dhar atribuido a los paramaras

El sucesor de Bhoja, Jayasimha I, quien probablemente era su hijo, se enfrentó a la invasión conjunta kalachuri-chaulukya inmediatamente después de la muerte de Bhoja. Los escritos de Bilhana sugieren que buscó ayuda entre los chalukyas de Kalyani. El sucesor de Jayasimha y hermano de Bhoja, Udayaditya, fue derrotado por Chamundaraja, su vasallo en Vagada. Rechazó una invasión del gobernante chaulukya Karna, con la ayuda de sus aliados. El hijo mayor de Udayaditya, Lakshmadeva, fue acreditado con extensas conquistas militares en la inscripción de Nagpur Prashasti de 1104-1105. Sin embargo, parecen ser exageraciones poéticas. En el mejor de los casos, podría haber derrotado a los kalachuris de Tripuri. El hijo menor de Udayaditya, Naravarman, se enfrentó a varias derrotas, perdiendo ante las chandelas de Jejakabhukti y el rey chaulukya, Jayasimha Siddharaja. Al final de su reinado, un Vijayapala había forjado un reino independiente al noreste de Ujjain.
Yashovarman perdió el control de la capital de los paramaras, Dhara, ante Jayasimha Siddharaja. Su sucesor, Jayavarman I, recuperó el control de Dhara, pero pronto lo perdió ante un usurpador llamado Ballala. El rey de los chaulukyas, Kumarapala, derrotó a Ballala alrededor del año 1150, apoyado por sus feudatorios, el gobernante de chahamana Naddula, Alhana, y el jefe paramara de Abu, Yashodhavala. La región de Malwa luego se convirtió en una provincia de los chaulukyas. Una rama menor de los paramaras, que se llamaron Mahakumaras, gobernaron el área alrededor de Bhopal durante ese tiempo. Casi dos décadas después, el hijo de Jayavarman, Vindhyavarman, derrotó al rey chaulukya Mularaja II y restableció la soberanía de los paramaras en Malwa. Durante su reinado, Malwa enfrentó repetidas invasiones de los hoysalas y de los yadavas de Devagiri. También fue derrotado por el general chaulukya Kumara. A pesar de estos reveses, pudo restaurar el poder de los paramaras en Malwa antes de su muerte.
El hijo de Vindhyavarman, Subhatavarman, invadió Gujarat y saqueó los territorios de los chaulukyas. Pero finalmente se vio obligado a retirarse por el feudatario chaulukya Lavana-Prasada. Su hijo Arjunavarman I también invadió Gujarat, y derrotó a Jayanta-simha (o Jaya-simha), que había usurpado el trono chaulukya durante un breve período. Fue derrotado por el general yadava Kholeshvara en Lata.
Arjunavarman fue sucedido por Devapala, que era el hijo de Harishchandra, un mahakumara (jefe de una rama de Paramara). Continuó enfrentando luchas contra los chaulukyas y los yadavas. El sultán de Delhi Iltutmish capturó Bhilsa durante 1233-1234, pero Devapala derrotó al gobernador del sultanato y recuperó el control de Bhilsa. Según el Hammira Mahakavya, fue asesinado por Vagabhata de Ranthambhor, quien sospechó que había planeado su asesinato. en connivencia con el sultán de Delhi.
Durante el reinado del hijo de Devapala, Jaitugideva, el poder de los paramaras se redujo en gran medida debido a las invasiones del rey yadava Krishna, el sultán de Delhi Balban y el príncipe vaghela Visala-deva. El hijo menor de Devapala, Jayavarman II, también enfrentó ataques de estas tres potencias. Ya fuese en el reinado de Jaitugi o de Jayavarman II se trasladó la capital de los paramaras desde Dhara a la montañosa Mandapa-Durga (la actual Mandu), que ofrecía una mejor posición defensiva.
Arjunavarman II, el sucesor de Jayavarman II, demostró ser un gobernante débil. Se enfrentó a la rebelión de su ministro. En la década de 1270, el gobernante yadava Ramachandra invadió Malwa, y en la década de 1280, el gobernante ranthambhor Chahamana también saqueó Malwa. El sucesor de Arjuna, Bhoja II, también se enfrentó a una invasión de Hammira. Bhoja II fue, o bien un gobernante titular controlado por su ministro, o su ministro habría usurpado una parte del reino Paramara.
Mahalakadeva, el último rey conocido de los paramaras, fue derrotado y asesinado por el ejército de Alauddin Khalji en 1305.

## Gobernantes
Los gobernantes paramaras mencionados en las diversas inscripciones y fuentes literarias son los siguientes (los gobernantes son hijos de sus predecesores, a menos que se especifique lo contrario):
- Paramara, ancestro mítico mencionado en la leyenda de Agnikula;
- siglo IX: Upendra;
- siglo IX: Vairisimha (I), considerado ficticio por algunos historiadores;
- siglo IX: Siyaka, considerado ficticio por algunos historiadores;
- siglos IX-X: Vakpati (I), llamado Vappairaja o Bappiraja en las placas de cobre Harsola;
- siglo X: Vairisimha (II);
- 948-972: Siyaka (II) alias Harsha;
- 972-990s: Vakpati (II) alias Munja, hijo mayor de Siyaka;
- 990s-1010: Sindhuraja, hijo menor de Siyaka;
- 1010-1055: Bhoja
- 1055-1070: Jayasimha (I)
- 1070-1086: Udayaditya, hermano de Bhoja
- 1086-1094: Lakshma-deva, hijo mayor de Udayaditya;
- 1094-1130: Naravarman, hijo menor de Udayaditya;
- 1133-1142: Yashovarman
- 1142-1143: Jayavarman (I)
- 1144-1174: Interregnum, un usurpador llamado Ballala tomó el poder en Malwa. Fue derrotado por los Chaulukyas de Gujarat. El reino de Paramara permaneció bajo la soberanía de Chaulukya durante este período.
- 1175-1194: Vindhyavarman
- 1194-1209: Subhatavarman
- 1210-1215: Arjunavarman I
- 1218-1239: Devapala, hijo de Mahakumara Harishchandra;
- 1239-1255: Jaitugideva, hijo mayor de Devapala;
- 1255-1274: Jayavarman II, hijo menor de Devapala;
- siglo XIII: Arjunavarman II
- siglo XIII: Bhoja II
- f. 1305: Mahlakadeva

Una inscripción de Udaipur indica que la dinastía Paramara sobrevivió hasta 1310, al menos en la parte noreste de Malwa. Una inscripción posterior muestra que el área habría sido capturada por el sultanato de Delhi en 1338.

## Ramas y descendientes reivindicados
Además de los soberanos Paramara de Malwa, varias ramas de la dinastía gobernaron como feudatorios en varios lugares, como:
- Paramaras de Bhinmal (también conocidos como paramaras de Kiradu), procedentes de los paramaras de Chandravati;[Trivedi 8]
- Paramaras de Chandravati (también conocidos como paramaras de Abu), se convirtieron en feudatorios de los chaulukyas de Gujarat en el siglo XII;[Trivedi 9]
- Paramaras de Vagada, gobernaron en Arthuna como feudatorios de los paramaras de Malwa;[Trivedi 10]
- Paramaras de Jalor, suplantados por los chahamanas de Jalor.[Trivedi 11]

Los gobernantes de varios estados principescos reclamaron la conexión con los paramaras, como:
- Estado de Baghal: se dice que fue fundado por Ajab Dev Parmar, que llegó al actual Himachal Pradesh desde Ujjain en el siglo XIV.[24]
- Estado de Danta: sus gobernantes reclamaron ser miembros del clan Parmar y descendientes del legendario rey Vikramaditya de Ujjain.[25]
- Estado de Dewas (Senior y Junior): los gobernantes de Maratha Puar de estos estados afirmaron ser descendientes de la dinastía Paramara.[26]
- Estado de Dhar: su fundador, Anand Rao Puar, quien reclamaba descender de los paramaras, recibió un feudo de Peshwa Baji Rao I en el siglo XVIII.[27]
- Estado de Gangpur: sus gobernantes reclamaron la ascendencia paramara; según David Henige, esta afirmación es dudosa.[28]
- Estado de Muli: sus gobernantes reclamaron la descendencia paramara, y se dice que comenzaron como feudatorios de los vaghelas.[Singh 9]
- Estado de Narsinghgarh
- Jagdishpur y Dumraon: los rajputs del distrito de Bhojpur en el actual Bihar, que se llamaron a sí mismos rajputs Ujjainiya Panwar , comenzaron a reclamar la descendencia de la familia real de Ujjain en el siglo XVII.[29] Los rajas de Jagdishpur y Dumraon en Bihar reclamaron descender de la rama Ujjainia de los paramaras.[30]
- Los Gandhawaria Rajputs de Mithila y los Ujjainiyas de Bhojpur también afirmaban ser descendientes de la dinastía Paramara.[31][32]
- Bijolia: localizado en el actual Rajasthan, fue la casa principal de los rajput Parmars. Fue tomada por Rao Ashok Parmar de Jagner (actual Uttar Pradesh) de los gobernantes Hada y Chouhan del estado de Bundi. Durante la invasión afgana de los siglos XIII-XIV en el estado de Dhar, el gobernante principal se refugió aquí y se estableció aquí.[cita requerida]